# Jan Atle Åserød
Jan Atle Åserød es un batería que formó parte de las bandas noruegas Immortal, Old Funeral y Amputation utilizando los apodos Padden y Kolgrim
En 1988 Padden fue uno de los fundadores de Old Funeral y Amputation
Con Old Funeral permaneció hasta su separación en 1992 y en Amputation hasta 1990.
En estas bandas coincidió con notables personajes de la escena del black metal noruego como Varg Vikernes, Jörn Tonsberg, Abbath y Demonaz (curiosamente los tres últimos también tocarían en Immortal).
El nombre Kolgrim significa en noruego "Hijo de Hrolf".
Muy poco se sabe de él. Se unió a Immortal tras la marcha de Armagedda en 1992, grabó el videoclip The Call of the Wintermoon (en el que aparecía con un sombrero de bruja, una capa de vampiro y una camiseta de Bathory) y etiquetó la música de Immortal como Holocaust metal.
Tras seis meses en la banda fue despedido por perezoso.

## Discografía
Con Old Funeral
- Demo (demo) - (1989)
- Abduction of Limbs (demo) - (1990)
- Devoured Carcass (EP) - (1991)
- Join the Funeral Procession (recopilatorio) - (1999)
- The Older Ones (recopilatorio) - (1999)
- Grim Reaping Norway (álbum en vivo) - (2002)

Con Amputation
- Achieve The Mutilation (demo) - (1989)
- Slaughtered in the Arms of God (demo) - (1990)